# Ommatius ater
Ommatius ater är en tvåvingeart som beskrevs av Stanley Willard Bromley 1935. Ommatius ater ingår i släktet Ommatius och familjen rovflugor. Inga underarter finns listade i Catalogue of Life.